# 卸本町 (鹿児島市)
卸本町（おろしほんまち）は、鹿児島県鹿児島市の町。郵便番号は891-0123。人口は8人、世帯数は5世帯（2020年4月1日現在）。
全域が鹿児島臨海工業地帯二号用地として埋め立て造成された流通業務団地（卸商業団地）からなる。

## 地理
和田川下流域に所在する。町域の北方から東方を経て南方にかけては南栄、西方には谷山中央及び和田がそれぞれ接している。
町域の西部を南北に鹿児島県道217号郡元鹿児島港線が通っており、県道217号に沿って谷山緑地公園が広がる。卸商業団地として利用されている。

### 河川
- 和田川

## 歴史
現在の卸本町付近は和田干拓地と呼ばれる干拓地であったが、1967年（昭和42年）から1971年（昭和46年）にかけて鹿児島開発事業団によって鹿児島臨海工業地帯の二号用地（永田川南岸から）として埋め立てられた。また、一部は谷山塩屋町及び和田町の各一部であった。
鹿児島臨海工業地帯二号用地のうち卸本町の区域には流通業務団地（卸商業団地）として、鹿児島総合卸商業団地協同組合を始め、繊維・衣料・食料・飲料・酒類・肥料・飼料・建材・建機・機械・金物・医薬品・履物・日用雑貨・タイヤ・自動車部品などの卸売業が集積した。
1971年（昭和46年）に公有水面埋立地及び谷山塩屋町、和田町の各一部より鹿児島市の町「卸本町」として設置された。

### 町域の変遷
| 実施後         | 実施年             | 実施前             |
| -------------- | ------------------ | ------------------ |
| 卸本町（新設） | 1971年（昭和46年） | 谷山塩屋町（一部） |
| 卸本町（新設） | 1971年（昭和46年） | 和田町（一部）     |
| 卸本町（新設） | 1971年（昭和46年） | 公有水面埋立地     |

## 人口
以下の表は国勢調査による小地域集計が開始された1995年以降の人口の推移である。
| 年                 | 人口 |
| ------------------ | ---- |
| 1995年（平成7年）  | 26   |
| 2000年（平成12年） | 16   |
| 2005年（平成17年） | 10   |
| 2010年（平成22年） | 14   |
| 2015年（平成27年） | 11   |

## 施設

### 公共
- 卸本町公園

### 郵便局
- 卸本町簡易郵便局[14]

### 寺社
- 大國神社

### 企業
- Misumi本社
- 下堂園本社

## 小・中学校の学区
市立小・中学校に通う場合、学区（校区）は以下の通りとなる。
| 町丁   | 番・番地 | 小学校               | 中学校               |
| ------ | -------- | -------------------- | -------------------- |
| 卸本町 | 1-5      | 鹿児島市立谷山小学校 | 鹿児島市立谷山中学校 |
| 卸本町 | 6-8      | 鹿児島市立和田小学校 | 鹿児島市立和田中学校 |

## 交通

### 道路
一般県道
- 鹿児島県道217号郡元鹿児島港線